# Lista de abreviaturas recomendadas pelos CTT
Esta é uma lista de abreviaturas recomendadas pelos CTT Correios de Portugal para os diferentes componentes do endereço.
| Expressão     | Abreviatura | Componente do endereço |
| ------------- | ----------- | ---------------------- |
| Alameda       | AL          | Tipo de artéria        |
| Avenida       | AV          | Tipo de artéria        |
| Azinhaga      | AZ          | Tipo de artéria        |
| Bairro        | BR          | Tipo de artéria        |
| Beco          | BC          | Tipo de artéria        |
| Calçada       | CC          | Tipo de artéria        |
| Calçadinha    | CCNH        | Tipo de artéria        |
| Caminho       | CAM         | Tipo de artéria        |
| Casa          | CS          | Tipo de artéria        |
| Conjunto      | CJ          | Tipo de artéria        |
| Escadas       | ESC         | Tipo de artéria        |
| Escadinhas    | ESCNH       | Tipo de artéria        |
| Estrada       | ESTR        | Tipo de artéria        |
| Jardim        | JD          | Tipo de artéria        |
| Largo         | LG          | Tipo de artéria        |
| Loteamento    | LOT         | Tipo de artéria        |
| Parque        | PQ          | Tipo de artéria        |
| Pátio         | PAT         | Tipo de artéria        |
| Praça         | PC          | Tipo de artéria        |
| Praceta       | PCT         | Tipo de artéria        |
| Prolongamento | PRL         | Tipo de artéria        |
| Quadra        | QD          | Tipo de artéria        |
| Rotunda       | ROT         | Tipo de artéria        |
| Rua           | R           | Tipo de artéria        |
| Transversal   | TRANSV      | Tipo de artéria        |
| Travessa      | TV          | Tipo de artéria        |
| Urbanização   | URB         | Tipo de artéria        |
| Vila          | VL          | Tipo de artéria        |
| Zona          | ZN          | Tipo de artéria        |
| Cave          | CV          | Tipo de alojamento     |
| Direito       | DTO         | Tipo de alojamento     |
| Esquerdo      | ESQ         | Tipo de alojamento     |
| Frente        | FT          | Tipo de alojamento     |
| Fundos        | FDS         | Tipo de alojamento     |
| Habitação     | HAB         | Tipo de alojamento     |
| Loja          | LJ          | Tipo de alojamento     |
| Rés-do-chão   | RC          | Tipo de alojamento     |
| Sobreloja     | SLJ         | Tipo de alojamento     |
| Subcave       | SCV         | Tipo de alojamento     |
| Apartamento   | APTO        | Tipo de porta          |
| Bloco         | BL          | Tipo de porta          |
| Edifício      | EDF         | Tipo de porta          |
| Lote          | LT          | Tipo de porta          |
| Torre         | TR          | Tipo de porta          |
| Vivenda       | VV          | Tipo de porta          |
| Alferes       | ALF         | Abreviatura de título  |
| Almirante     | ALM         | Abreviatura de título  |
| Arquiteto     | ARQ         | Abreviatura de título  |
| Brigadeiro    | BRIG        | Abreviatura de título  |
| Capitão       | CAP         | Abreviatura de título  |
| Comandante    | CMDT        | Abreviatura de título  |
| Comendador    | COMEND      | Abreviatura de título  |
| Conselheiro   | CONS        | Abreviatura de título  |
| Coronel       | CEL         | Abreviatura de título  |
| Dom           | D           | Abreviatura de título  |
| Dona          | DA          | Abreviatura de título  |
| Doutor        | DR          | Abreviatura de título  |
| Doutora       | DR          | Abreviatura de título  |
| Duque         | DQ          | Abreviatura de título  |
| Embaixador    | EMB         | Abreviatura de título  |
| Engenheira    | ENG         | Abreviatura de título  |
| Engenheiro    | ENG         | Abreviatura de título  |
| Frei          | FR          | Abreviatura de título  |
| General       | GEN         | Abreviatura de título  |
| Infante       | INF         | Abreviatura de título  |
| Marquês       | MQ          | Abreviatura de título  |
| Presidente    | PRES        | Abreviatura de título  |
| Professor     | PROF        | Abreviatura de título  |
| Professora    | PROF        | Abreviatura de título  |
| São           | S           | Abreviatura de título  |
| Sargento      | SARG        | Abreviatura de título  |
| Tenente       | TEN         | Abreviatura de título  |
| Visconde      | VISC        | Abreviatura de título  |
| Associação    | ASS         | Diversos               |
| Instituto     | INST        | Diversos               |
| Lugar         | LUG         | Diversos               |
| Ministério    | MIN         | Diversos               |
| Projetada     | PROJ        | Diversos               |
| Sala          | SL          | Diversos               |
| Sem Número    | SN          | Diversos               |
| Sociedade     | SOC         | Diversos               |
| Universidade  | UNIV        | Diversos               |